# باستيدا بانكارنا (بافيا)
باستيدا بانكارنا (بالإيطالية: Bastida Pancarana)‏ هي بلدة تقع في مقاطعة بافيا بإقليم لومبارديا في شمال إيطاليا. تبلغ مساحة هذه المدينة 13.4 (كم²)، وترتفع عن سطح البحر م، بلغ عدد سكانها 944 نسمة في عام 2004 حسب إحصاء المعهد الوطني للإحصاء.

## السكان
في سنة 1861 بلغ عدد السكان 1٬438 نسمة، وتطور العدد ليصل في سنة 2011 لـ 1٬032 نسمة.
يظهر هذا المخطط البياني تطور النمو السكاني لـ باستيدا بانكارنا (بافيا)